# Mapleton (Illinois)
Mapleton – wieś w Stanach Zjednoczonych, w stanie Illinois, w hrabstwie Peoria.